# Bandschleifen
Das Bandschleifen ist ein spanendes Fertigungsverfahren, bei dem statt der beim Schleifen üblichen Schleifscheiben, Schleifbänder verwendet werden die über mindestens zwei Rollen umlaufen. Da die genaue Form der Schleifkörner auf den Bändern ebenso wenig bekannt ist wie beim konventionellen Schleifen zählen daher beide Verfahren zum Spanen mit geometrisch unbestimmter Schneide. Die Werkzeugmaschinen sind Bandschleifmaschinen, das Elektrohandwerkzeug ist ein Bandschleifer. Unter der Bezeichnung „Bandschleifen“ ist es in der DIN 8589 genormt, in der Industrie wird es auch Kontaktschleifen genannt nach den Kontaktrollen oder Stützrollen die den Kontakt zwischen dem Schleifband und dem Werkstück herstellen. In manchen Verfahrensvarianten werden auch ebenen Kontaktelemente verwendet wie Stützschuhe oder -platten. Ein Vorteil des Bandschleifens ist, dass sich die Stützelemente nicht wie Schleifscheiben abnutzen und während der Bearbeitung einen kleineren Radius erhalten. Somit bleibt beim Bandschleifen bei konstanter Drehzahl der Scheiben auch die Schnittgeschwindigkeit konstant, während sie bei Schleifscheiben langsam sinkt. Daher ist das Bandschleifen gut für die automatisierte Fertigung geeignet. Ein weiterer Vorteil ist, dass die Schleifbänder flexibel sind und sich der Form der Werkstücke anpassen, was bei der vollautomatischen Fertigung ebenfalls günstig ist. Außerdem kann das Verfahren durch verschiedene Verfahrensparameter an die jeweilige Anwendung angepasst werden. Einflüsse sind die Größe, Härte und Nutung der Stützscheiben oder -rollen, die Anpresskraft, Schnittgeschwindigkeit, das Schleifmittel, die Körnung und Streuung der Schleifkörner und die Art der Schleifbandunterlage.

## Geschichte
Schleifmittel auf Unterlage, zu denen auch die Schleifbänder zählen, wurden bereits in der Steinzeit eingesetzt. In den folgenden Epochen wurden jedoch fast ausschließlich Schleifscheiben oder -steine verwendet. Das Bandschleifen fand erst nach 1945 eine nennenswerte Verbreitung in der industriellen Praxis und war ab den 1970er Jahren ausgereift. Die erste ausführliche wissenschaftliche Abhandlung über das Bandschleifen stammt von G. Becker und K. Dziobek von 1980. Lange Zeit wurde das Bandschleifen wegen der hohen erreichbaren Oberflächengüten zum Polierschleife verwendet anstelle eines Schleifbocks. Da anfängliche Probleme wie geringe Standzeiten der Schleifbänder seit den 1990ern überwunden sind, wird das Bandschleifen inzwischen in zahlreichen Varianten und Branchen eingesetzt.

## Werkstoffspektrum, Werkstückspektrum und Anwendungen
Der größte Abnehmer für Schleifbänder ist die metallbearbeitende Industrie, wo vor allem Werkstücke aus Stahl bearbeitet werden, aber auch Gusseisen, Kupfer oder Titan. Außerdem wird das Bandschleifen in der Holzbearbeitung eingesetzt zur Bearbeitung von Möbeln oder Lackschichten. Ansonsten eignet es sich auch für die Bearbeitung von Leder, Glas, Kunststoff, Keramik oder Verbundwerkstoffen. Die Größe der Werkstücke reicht von gegossenen Schiffspropellern mit Durchmessern von 11,5 m und einem Gewicht von 150 t bis hin zu den Spitzen von chirurgischen Nadeln mit Durchmessern von unter einem Millimeter. Eingesetzt wird das Bandschleifen zum Planschleifen von Blechen Platten und Coils oder für die Bearbeitung von Rohren oder Stangen. Es eignet sich auch dazu komplizierte Formen nachzuschleifen etwa Propeller oder Turbinenschaufeln. Außerdem ist es auch für das Außen- und Innenrundschleifen geeignet. Es wird verwendet für dekorative Oberflächenschliffe, um die Oberflächenqualität zu verbessern, zum Entgraten oder um Werkstücke auf Maß zu schleifen. Das Formschleifen kann maschinell erfolgen oder manuell an einer Standschleifmaschine etwa zum Schleifen der Zwischenräume der Zinken an Gabeln. Außerdem wird es zum Schleifen von Messern und Klingen verwendet oder für Wasserarmaturen aus Kupfer.
In Tischlereien oder der industriellen Möbelproduktion wird das Bandschleifen sehr häufig eingesetzt, etwa um Holzplatten auf Maß zu schleifen oder um die Oberfläche für das Lackieren vorzubereiten. Dafür werden häufig ebene Stützelemente eingesetzt, da sie eine sehr hohe Oberflächenqualität ermöglichen.

## Verfahrensvarianten
Das Bandschleifen lässt sich nach mehreren Kriterien einteilen. Nach DIN 8589 wird es nach der Kinematik eingeteilt in Plan-, Rund-, Profil- und Form-Bandschleifen. Das Wälzschleifen wie beim konventionellen Schleifen mit Schleifscheiben ist nicht möglich. Eine andere Unterscheidung ist nach den verwendeten Stützelementen (rund oder eben), sowie die beiden Varianten des Bandschleifens mit konstanter Anpresskraft oder konstanter Zustellung (Schnitttiefe). Das Hochleistungsschleifen stellt eine Sondervariante dar.
Außerdem lässt sich das Bandschleifen einteilen nach dem Mechanisierungsgrad in das Schleifen von ortsfesten Werkstücken mit Bandschleifern die per Hand geführt werden oder mit maschinell geführten Werkzeugen in Bandschleifmaschinen, sowie das Schleifen mit ortsfesten Werkzeugen und entweder per Hand oder maschinell bewegten Werkstücken.

### Kinematische Einteilung

#### Plan-Bandschleifen
Das Plan-Bandschleifen, auch als Flachschleifen bezeichnet, wird genutzt, um ebene Oberflächen zu erzeugen oder zu bearbeiten. Es kann zur Form- oder Maßveränderung genutzt werden oder zum Verbessern der Oberfläche. Bei einer Breitband-Schleifmaschine wird ein Band verwendet dessen Breite größer ist als die des Werkstücks zusammen mit einer Stützrolle. Bei Langbandschleifmaschinen wird das Band von einem Stützschuh flächig auf das Werkstück gedrückt um so eine besonders hohe Oberflächengüte zu erreichen, was häufig in der Holzbearbeitung genutzt wird.

#### Rund-Bandschleifen
Das Rund-Bandschleifen dient zur Bearbeitung rotationssymmetrischer Werkstücke. Es kann zwischen Spitzen durchgeführt werden oder spitzenlos, sowie für die Außen- und Innenbearbeitung. Auch komplexe Werkstücke wie Kurbelwellen können bearbeitet werden. Genutzt wird es beispielsweise zum Maßschleifen von Edelstahlrohren, Kolbenstangen, Edelstahldrähte oder die Innenflächen von Behältern. Mit speziellen Steuerungen lassen sich auch sogenannte „unrunde“ Geometrien bearbeiten etwa ovale Querschnitte oder konisch zulaufende Werkstücke.

#### Profil-Bandschleifen
Das Profil-Bandschleifen dient zur Bearbeitung von Profilen. Zum Teil wird dabei auf Stützelemente verzichtet, was als Schleifen im Freibandbereich bezeichnet wird. Das Schleifband kann sich dann an die Form des Werkstücks anpassen, was beispielsweise zum Schleifen der Zinken von Gabeln genutzt wird.

#### Form-Bandschleifen
Das Form-Bandschleifen dient zur Erzeugung und Bearbeitung beliebig geformter dreidimensionaler Formen. Es wird unterschieden nach der Art der Bewegungserzeugung in das manuelle, mechanische und CNC-Formschleifen.
- Beim manuellen Formschleifen wird entweder das Werkzeug oder das Werkstück per Hand bewegt und derart auf die Stützelemente gedrückt, dass die gewünschte Form erzeugt wird. Es wird bei kleineren Stückzahlen oder für Reparaturarbeiten eingesetzt.
- Beim kinematischen Formschleifen wird die Bewegung des Werkzeuges oder Werkstücks von einem Getriebe erzeugt, etwa mittels Kurvenscheiben. Diese Variante wird bei großen Stückzahlen von identischen Werkstücken eingesetzt etwa zum Schleifen von Schraubschlüsseln.
- Beim CNC-Formschleifen wird die Bewegung von einer CNC-Steuerung erzeugt und von einem Industrieroboter umgesetzt. Diese Variante eignet sich besonders für die Bearbeitung im Freibandbereich, da sich hier das Schleifband an die Form des Werkstücks anpasst und so kleinere Maschinenungenauigkeiten ausgleichen kann. Es wird beispielsweise eingesetzt zum Schleifen von Implantaten aus Titan.

### Einteilung nach Kontaktflächen
Es können entweder runde, ebene oder gar keine Stützelemente eingesetzt werden. Die ersten beiden Varianten können auch in einer einzelnen Maschine kombiniert werden.
- Beim Umfangs-Bandschleifen nach DIN 8589 wird eine Stützrolle (breit) oder eine Stützscheibe (schmal) verwendet, an deren Umfang das Schleifband abrollt. Sie werden auch als Kontaktrolle oder -scheibe bezeichnet. Diese Variante wird in der industriellen Praxis als Bandschleifen mit Stützscheibe oder -rolle bezeichnet. Es ist in der Metallbearbeitung die am häufigsten eingesetzte Variante. Damit sind vor allem hohe Zeitspanvolumen möglich, was die Variante produktiv macht. Dafür sind eher geringe Oberflächengüten möglich.
- In der Holzbearbeitung ist dagegen das Seiten-Bandschleifen gebräuchlicher bei dem ebene Stützelemente wie Stützschuhe, -platten oder -balken (?). In der Praxis wird es meist als Bandschleifen mit Stützschuh bezeichnet. Damit sind hohe Oberflächenqualitäten und Maßgenauigkeiten möglich, aber eher geringe Zeitspanvolumen.
- Das Bandschleifen ohne Stützelemente am freien Bandabschnitt zwischen zwei Umlenkrollen. Wegen der fehlenden Abstützung sind die auftretenden Kräfte geringer und die Zeitspanvolumen daher auch geringer. Dafür passt sich das flexible Band an die Form der Werkstücke an, weshalb der Freibandschliff vor allem für die Bearbeitung komplexer Formen eingesetzt wird, etwa für Turbinenschaufeln oder Implantate.

### Bandschleifen mit konstanter Anpresskraft
Beim Bandschleifen mit konstanter Anpresskraft, folgt das Werkzeug der Form des Werkstücks und ist daher besonders geeignet für Bauteile mit komplizierter Form. Wie viel Material zerspant wird hängt ab vom Werkstoff, der Anpresskraft, der Topologie des Schleifbandes und weiteren Einflussgrößen ab. Da der Betrag der Anpresskraft wenig aussagekräftig ist ohne die Angabe der Schleifbreite, nutzt man üblicherweise die auf die Schleifbreite bezogene Kraft F' um verschiedene Experimente vergleichen zu können.
Wegen des Verschleißes des Schleifbandes verändern sich die verschiedenen Prozesskennwerte mit der Zeit. Da bei Schleifbändern die einzelnen Schleifkörner sehr fest mit der Unterlage verbunden sind kommt der Kornausbruch kaum vor. Stattdessen verschleißen die Körner meist durch abstumpfen und absplittern. Neue Schleifkörner sind meist scharfkantig und ermöglichen so hohe Eindringtiefen der Körner und somit hohe Spanungsdicken, Zeitspanvolumen und Arbeitseingriffe, aber auch hohe Rauheiten. Die spitzen Körner brechen oder stumpfen jedoch schnell ab, sodass die Spanungsdicken, Zeitspanvolumen und Arbeitseingriffe ebenso sinken wie die Rauheit. Die etwas abgestumpften Körner verschleißen langsamer, sodass alle diese Werte anfangs schnell sinken und mit zunehmendem Verschleiß immer langsamer, bis sie auf nahezu konstantem Niveau verharren.
Meist ist jedoch ein konstantes Zeitspanvolumen gewünscht, was erreicht werden kann, wenn die Anpresskraft mit der Zeit langsam erhöht wird. Der Betrag der Anpresskraft hat Einfluss auf das Verschleißverhalten und die Standzeit der Schleifbänder. Als Standkriterium gilt dabei das minimale wirtschaftlich noch zu vertretende Zeitspanvolumen. Bei geringen Zeitspanvolumen sinkt die Standzeit mit steigenden Kräften, bei hohen Zeitspanvolumen steigt die Standzeit. Bei niedrigen Anpresskräften stumpfen die Körner meist ab und können nicht mehr so leicht in den Werkstoff eindringen, bei hohen Anpresskräften splittern die Körner und bleiben so scharf. Welche Schnittparameter am besten sind hängt vom Anwendungsfall ab. Wichtige Einflüsse sind die Werkzeugwechelkosten und die Maschinenkosten sowie die Frage, ob die verschlissenen Schleifbänder noch für andere Aufgaben mit weniger hohen Ansprüchen verwendet werden können.